# كفر موسى شاويش
قرية كفر موسي شاويش هي إحدى القرى التابعة لمركز منيا القمح في محافظة الشرقية في جمهورية مصر العربية. حسب إحصاءات سنة 2006، بلغ إجمالي السكان في كفر موسي شاويش 2876 نسمة، منهم 1476 رجل و1400 امرأة.